# Lista dei college e delle università americane all'estero

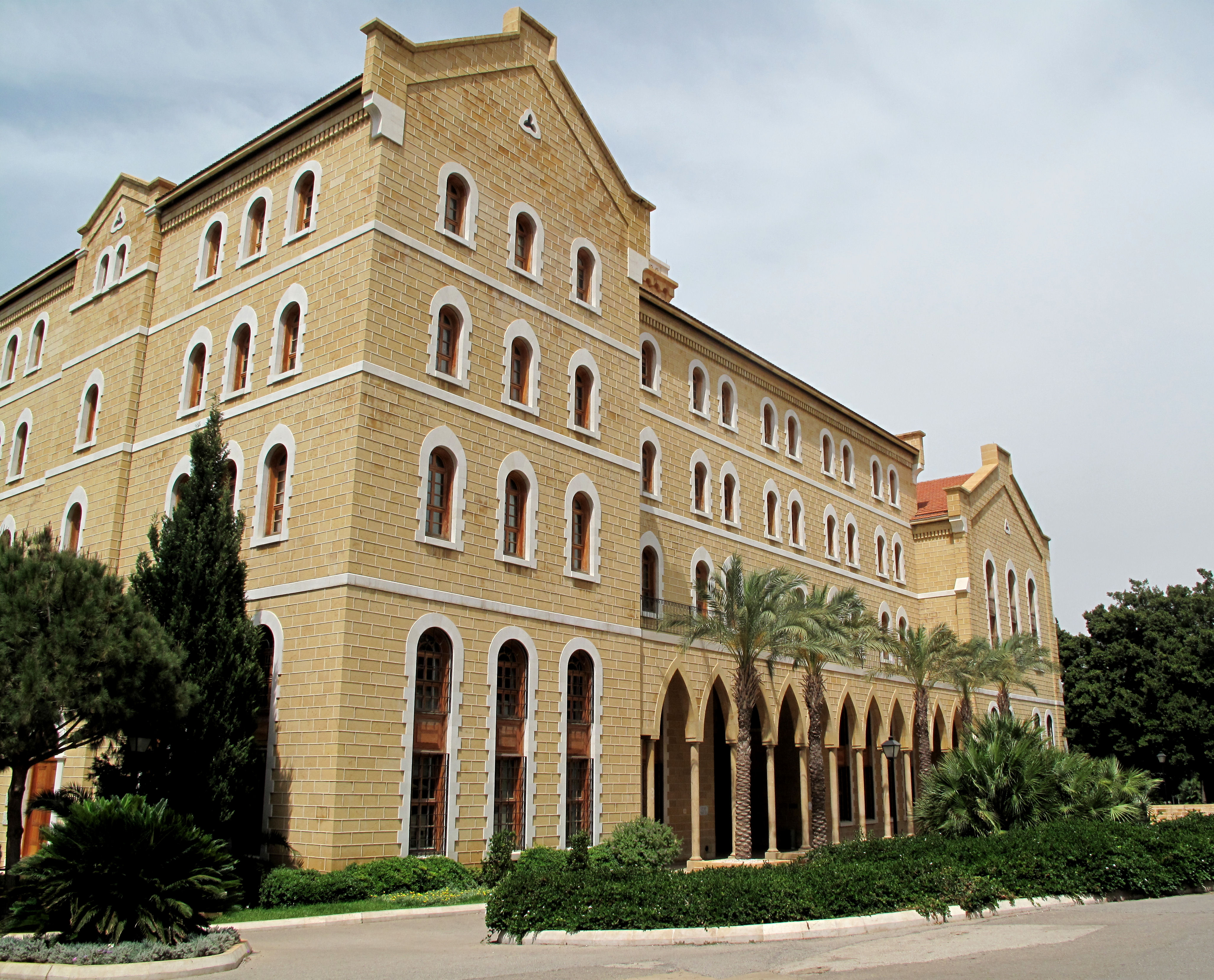
Università americana di Beirut

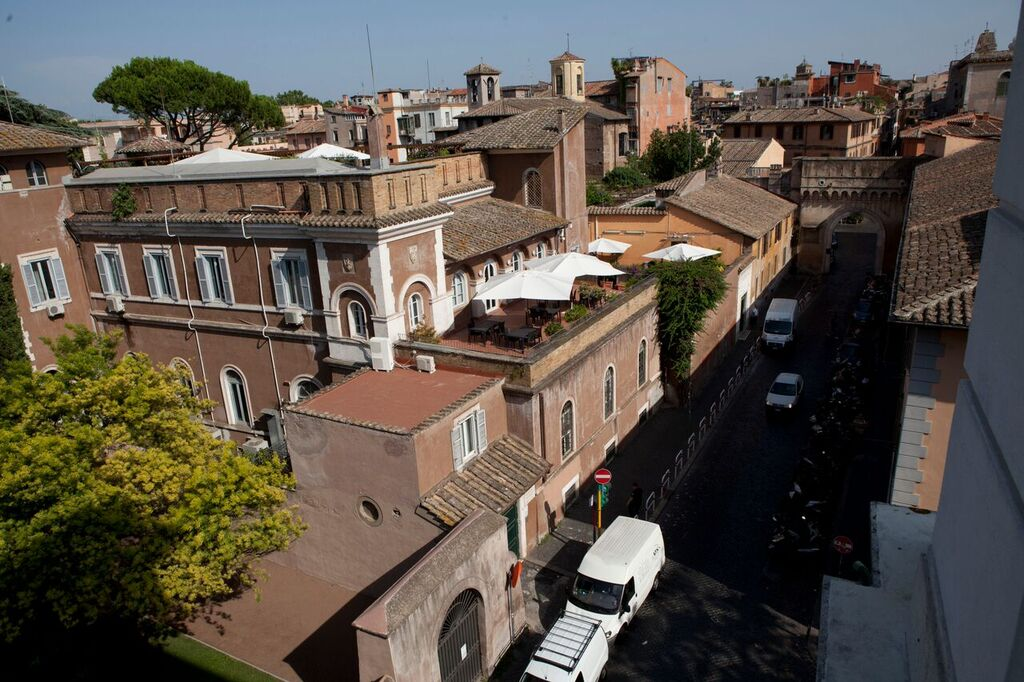
John Cabot University

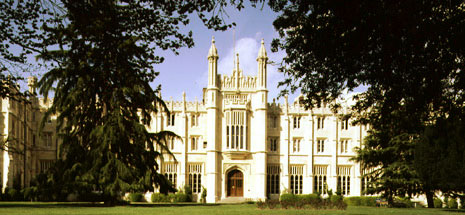
Richmond American University in London

La seguente è una lista di college e università americane all'estero. L'ordine della lista è alfabetico.

## College e Università americane all'estero
| Istituzione                                       | Città                   | Paese                | Fondazione | Accreditamento degli U.S.A. |
| ------------------------------------------------- | ----------------------- | -------------------- | ---------- | --------------------------- |
| Abu Dhabi University                              | Abu Dhabi               | Emirati Arabi Uniti  | 2003       | Accreditata                 |
| American University of Madaba                     | Madaba                  | Giordania            | 2005       | Accreditata                 |
| American University of Afghanistan                | Kabul                   | Afghanistan          | 2005       | non Accreditata             |
| American University of Antigua                    | St. John's              | Antigua e Barbuda    | 2004       | Accreditata                 |
| American University of Libya                      | Tripoli                 | Libia                | 2013       | Accreditata                 |
| American University of Armenia                    | Yerevan                 | Armenia              | 1991       | Accreditata                 |
| American University of Barbados                   | Christ Church           | Barbados             | 2011       | non Accreditata             |
| Bridgetown International University               | Bridgetown              | Barbados             | 2017       | non Accreditata             |
| Victoria University of Barbados                   | Warrens                 | Barbados             | 2017       | non Accreditata             |
| American University in Bosnia and Herzegovina     | Tuzla                   | Bosnia ed Erzegovina | 2005       | Accreditata                 |
| American University in Bulgaria                   | Blagoevgrad             | Bulgaria             | 1991       | Accreditata                 |
| American University of Phnom Penh                 | Phnom Penh              | Cambogia             | 2013       | Accreditata                 |
| Anglo-American University                         | Praga                   | Repubblica Ceca      | 1990       | Accreditata                 |
| Bard College Berlin                               | Berlino                 | Germania             | 1999       | Accreditata                 |
| Carnegie Mellon University in Qatar               | Doha                    | Qatar                | 2004       | Accreditata                 |
| Rochester Institute of Technology                 | Zagabria                | Croazia              | 1997       | Accreditata                 |
| Rochester Institute of Technology                 | Dubrovnik               | Croazia              | 1997       | Accreditata                 |
| Bryant University                                 | Zhuhai                  | Cina                 | 2015       | Accreditata                 |
| Hult International Business School                | Shanghai                | Cina                 | 2011       | Accreditata                 |
| Kean University-Wenzhou                           | Wenzhou                 | Cina                 | 2012       | Accreditata                 |
| New York University Shanghai                      | Shanghai                | Cina                 | 2012       | Accreditata                 |
| Duke Kunshan University                           | Kunshan                 | Cina                 | 2014       | Accreditata                 |
| American University in Cairo                      | Il Cairo                | Egitto               | 1919       | Accreditata                 |
| Georgia Tech Lorraine                             | Metz                    | Francia              | 1990       | Accreditata                 |
| The American College of the Mediterranean         | Aix-en-Provence         | Francia              | 1957       | non Accreditata             |
| St. John's University Paris Campus                | Parigi                  | Francia              | 2008       | Accreditata                 |
| American University of Paris                      | Parigi                  | Francia              | 1962       | Accreditata                 |
| Schiller International University                 | Parigi                  | Francia              | 1968       | Accreditata                 |
| Paris College of Art                              | Parigi                  | Francia              | 1981       | Accreditata                 |
| The American College of Greece                    | Atene                   | Grecia               | 1875       | Accreditata                 |
| American College of Thessaloniki (ACT)            | Thessaloniki            | Grecia               | 1981       | Accreditata                 |
| The American University of Athens                 | Atene                   | Grecia               | 1982       | Accreditata                 |
| Hellenic American College                         | Atene                   | Grecia               | 2011       | Accreditata                 |
| New York College                                  | - Athens - Thessaloniki | Grecia               | 1989       | non Accreditata             |
| Lincoln American University                       | Georgetown              | Guyana               | 2016       | non Accreditata             |
| Central European University                       | Budapest                | Ungheria             | 1991       | Accreditata                 |
| McDaniel College Budapest                         | Budapest                | Ungheria             | 1993       | Accreditata                 |
| Ashoka University                                 | Haryana                 | India                | 2014       | non Accreditata             |
| American College, Dublin                          | Dublin                  | Irlanda              | 1993       | Accreditata                 |
| New York University Florence                      | Firenze                 | Italia               | 1994       | Accreditata                 |
| St. John's University Rome Campus                 | Roma                    | Italia               | 1995       | Accreditata                 |
| The American University of Rome                   | Roma                    | Italia               | 1969       | Accreditata                 |
| John Cabot University                             | Roma                    | Italia               | 1972       | Accreditata                 |
| Temple University Rome                            | Roma                    | Italia               | 1966       | Accreditata                 |
| American University of Iraq, Sulaimani            | Sulaimani               | Iraq                 | 2007       | non Accreditata             |
| Temple University, Japan Campus                   | Tokyo                   | Giappone             | 1982       | Accreditata                 |
| Lakeland College Japan Campus                     | Tokyo                   | Giappone             | 1991       | Accreditata                 |
| American University in Kosovo                     | Pristina                | Kosovo               | 2002       | Accreditata                 |
| American University of Kuwait                     | Kuwait City             | Kuwait               | 2003       | Accreditata                 |
| American University of Kurdistan, Duhok           | Duhok                   | Iraq                 | 2014       | non Accreditata             |
| American University of Central Asia               | Bishkek                 | Kyrgyzstan           | 1993       | non Accreditata             |
| American University of Beirut                     | Beirut                  | Libano               | 1866       | Accreditata                 |
| Lebanese American University                      | - Beirut - Byblos       | Libano               | 1835       | Accreditata                 |
| Keiser University-Latin American Campus           | San Marcos              | Nicaragua            | 1993       | Accreditata                 |
| American University of Nigeria                    | Yola                    | Nigeria              | 2004       | non Accreditata             |
| American University of Cyprus                     | Nicosia                 | Cipro                | 2009       | Accreditata                 |
| Girne American University                         | Kyrenia                 | Cipro                | 1985       | Accreditata                 |
| Georgetown University in Qatar                    | Education City          | Qatar                | 2005       | Accreditata                 |
| George Mason University - Korea Campus            | Incheon                 | Corea del Sud        | 2014       | Accreditata                 |
| SUNY Korea                                        | Incheon                 | Corea del Sud        | 2012       | Accreditata                 |
| University of Utah, Asia Campus                   | Incheon                 | Corea del Sud        | 2014       | Accreditata                 |
| CIS - The College for International Studies       | Madrid                  | Spagna               | 1981       | non Accreditata             |
| Schiller International University                 | Madrid                  | Spagna               | 1970       | Accreditata                 |
| Saint Louis University Madrid Campus              | Madrid                  | Spagna               | 1967       | Accreditata                 |
| The American College in Spain                     | Marbella                | Spagna               | 2013       | Accreditata                 |
| American Graduate School of Business              | La Tour-de-Peilz        | Svizzera             | 1991       | non Accreditata             |
| Franklin University Switzerland                   | Lugano                  | Svizzera             | 1969       | Accreditata                 |
| Webster University Geneva                         | Ginevra                 | Svizzera             | 1978       | Accreditata                 |
| American University in Dubai                      | Dubai                   | Emirati Arabi Uniti  | 1995       | Accreditata                 |
| American University of Ras Al Khaimah             | Ras al-Khaimah          | Emirati Arabi Uniti  | 2009       | non Accreditata             |
| American University of Sharjah                    | Sharjah                 | Emirati Arabi Uniti  | 1997       | Accreditata                 |
| Hult International Business School                | Dubai                   | Emirati Arabi Uniti  | 2008       | Accreditata                 |
| New York University Abu Dhabi                     | Abu Dhabi               | Emirati Arabi Uniti  | 2010       | Accreditata                 |
| Rochester Institute of Technology - Dubai         | Dubai                   | Emirati Arabi Uniti  | 2008       | Accreditata                 |
| RIT Kosovo                                        | Pristina                | Kosovo               | 2003       | Accreditata                 |
| American University in London (AUL)               | Londra                  | Regno Unito          | 1984       | non Accreditata             |
| Hult International Business School                | Londra                  | Regno Unito          | 2009       | Accreditata                 |
| The American International University in London   | Londra                  | Regno Unito          | 1972       | Accreditata                 |
| Webster University Thailand                       | Bangkok e Cha-am        | Thailandia           | 1999       | Accreditata                 |
| American International University West Africa     | Banjul                  | Gambia               | 2010       | non Accreditata             |
| Texas A&M University at Qatar                     | Doha                    | Qatar                | 2003       | Accreditata                 |
| Virginia Commonwealth University - Qatar; VCUArts | Doha                    | Qatar                | 1998       | Accreditata                 |
| Northwestern University Qatar                     | Doha                    | Qatar                | 2008       | Accreditata                 |
| Weill Cornell Medicine - Qatar                    | Doha                    | Qatar                | 2001       | Accreditata                 |